# Annessi cutanei
Gli annessi cutanei sono strutture aventi intimo legame funzionale e comune origine embriologica con la pelle.
Essi sono:
- Unghie
- Peli
- Ghiandole sebacee, producono sebo, una secrezione cerosa e oleosa che impermeabilizza la pelle e previene la crescita batterica.

- Ghiandole sudoripare
- Ghiandole mammarie, sono ghiandole cutanee specializzate, presenti nei mammiferi che servono per produrre latte.